# ジョージ・P・ペレケーノス
ジョージ・P・ペレケーノス（George P. Pelecanos、1957年2月18日 - ）は、アメリカ合衆国の作家。ワシントンD.C.出身、ギリシャ系アメリカ人。出生地であるワシントンD.C.を舞台とした推理小説を多く執筆する。映画やテレビのプロデューサーやテレビの脚本家としても活動しており、HBOの「THE WIRE/ザ・ワイヤー」を手掛けた。

## 生い立ち

### 作家
初期の作品はワシントンD.C.居住のニック・ステファノスというギリシャ人私立探偵の一人称で書かれている。
ステファノスが語り手を務めた初期の4作『硝煙に消える』（原題：A firing Offense ）、『友と別れた冬』（原題：Nick's Trip ）、"Down by the River Where the Dead Men Go"、シリーズ外の『野獣よ牙を研げ』（原題：Shoedog ）で成功を収めた後、文体をかなり変えて「D.C.カルテット」を展開していった。ジェイムズ・エルロイの「暗黒のL.A.四部作（L.A.カルテット）」と度々比較される「D.C.カルテット」シリーズは、ワシントンの変化を数十年にわたって描いている。現在は三人称で書いており、主役だったステファノスを脇役とし、犯罪と闘うチーム「ソルト&ペッパー」のディミトリ・カラスとマーカス・クレイを登場させた。

2001年には、『曇りなき正義』（原題：Right as Rain ）の主人公に新たに私立探偵のデレク・ストレンジとテリー・クインを登場させた。2人は、2003年にガムシュー賞を受賞した『終わりなき孤独』（原題：Hell to Pay ）や、『魂よ眠れ』（原題：Soul Circus ）にも登場する。シリーズは「D.C.カルテット」ほどではないものの、ベストセラーとなり著者も高評価を得た。
2004年に刊行した『変わらぬ哀しみは』（原題：Hard Revolution ）では、デレク・ストレンジがD.C.の警官だった若き頃を描いている。また同作では、マイクル・コナリーが2003年にハリー・ボッシュ・シリーズの1作『暗く聖なる夜』をCD付きで刊行したのを真似て、ペレケーノスもCDを付けて販売した。
2005年には『ドラマ・シティ』（原題：Drama City ）を刊行。同作では『終わりなき孤独』で始まったドッグファイトを再び取り上げた。ペレケーノス自身も犬を飼っており、ドッグファイトに関する意見を述べている。2006年に刊行した『夜は終わらない』（原題：The Night Gardener ）では、自身をカメオ出演させるなど大きな変化を見せた。
雑誌"Measure of Poison" や"Usual Suspects" や数々のアンソロジーに短編を発表している。『ワシントン・ポスト・ブック・ワールド』や『ニューヨーク・タイムズ・ブック・レビュー』などにレビューが寄せられる。
2008年に刊行した"The Turnaround" では自身のルーツに目を向け、物語は1970年代のギリシャのダイナー（食堂）を舞台に幕を開け、現代へと続いていく。

### 映画とテレビ
ペレケーノスはHBO制作のテレビドラマ『THE WIRE/ザ・ワイヤー』の脚本・プロデュースを務めた。また、ノンフィクション作家や、同作のプロデューサー デイヴィッド・サイモンと作家ローラ・リップマンらと文学サークルに入っている。サイモンはペレケーノスの作品を読んでサークルに勧誘したが、それまではボルチモア出身であることを理由に（D.C.が舞台の）彼の作品を読まなかったが、リップマンに『明日への契り』（原題：The Sweet Forever ）を薦められて読んでから考えを変えた。2人はメリーランド州シルバースプリングで幼少期を過ごしたこと、メリーランド大学に通っていたこと、アメリカの都市の行く末と黒人貧困層に興味があることなど共通点が多い。サイモンが『THE WIRE/ザ・ワイヤー』のパイロットエピソードを届けたしばらく後に、共通の友人の葬儀で初めて会った。
2002年に1stシーズンの脚本家としてスタッフの仲間入りし、プロデューサーのサイモンとエド・バーンズによるストーリーを基に第12話「身辺整理」（原題：Cleaning Up ）の脚本を担当した。2003年には2ndシーズンのプロデューサーに昇進し、第8話「ダック・アンド・カバー」（原題：Duck and Cover ）、第11話「悪夢」（原題：Bad Dreams 、サイモンとの共同脚本）を担当。翌2004年の3rdシーズンでは脚本家とプロデューサーを兼任し、第4話「ハムステルダム」（原題：Hamsterdam ）、第11話「落としどころ」（原題：Middle Ground 、サイモンとの共同脚本）を執筆した。サイモンはペレケーノスとの共同で第9話「スラップ・スティック」（原題：Slapstick ）を担当した。2人の共同脚本である第11話「落としどころ」はプライムタイム・エミー賞テレビドラマ部門にノミネートされた。3rdシーズン終了後、小説『夜は終わらない』の執筆に専念するため、プロデューサーを退いた。エリック・オーバーマイヤーが後任のプロデューサーとなった。
2006年、4thシーズンでは脚本家としてのみ参加し、第12話「己の恵みを持つ者」（原題：That's Got His Own 、エド・バーンズとの共同脚本）を担当した。サイモンは、ペレケーノスがフルタイムで参加できなくなったことは残念だが、『夜は終わらない』は好きだ、とコメントしている。サイモンもまた、自著"Homicide: A Year on the Killing Streets" 執筆のために時間を費やしていた。ペレケーノスら脚本家は2007年度（4thシーズン）の全米脚本家組合賞とエドガー賞テレビ部門を受賞した。5thシーズンで脚本家として戻り、第9話「最終版」（原題：Late Editions 、サイモンとの共同脚本）を執筆した。2009年（5thシーズン）、再び全米脚本家組合賞にノミネートされたが、受賞は逃した。
『THE WIRE/ザ・ワイヤー』の終了後は、第二次世界大戦を描いた『ザ・パシフィック』に共同プロデューサー兼脚本家として参加した。製作に時間がかかったが、2010年に放送された。ペレケーノスはミシェル・アシュフォードとの共同でパート3を担当した。パート3ではオーストラリアに上陸したアメリカ海兵師団に焦点を置いており、強制退去させられたギリシャ人家族なども登場する。このプロジェクトは、フィリピンで従軍していた父ピート・ペレケーノスを見つめ直すチャンスとなった。
2010年には、サイモンとオーバーマイヤーが制作に携わるHBOニューオーリンズの新しいドラマ『トレメ/ニューオーリンズのキセキ』（原題：Treme ）に脚本家として参加した。ハリケーン・カトリーナ罹災後のトレメの人々の生活を描いた作品である。ペレケーノスは第4話"At the Foot of Canal Street" を担当した。

### 私生活
2006年時点で、メリーランド州シルバースプリング郊外のワシントンD.C.に妻と3人の子と住んでいる。

## 作品リスト

### 小説
| # | 邦題           | 原題               | 刊行年 | 刊行年月   | 訳者     | レーベル                     |
| - | -------------- | ------------------ | ------ | ---------- | -------- | ---------------------------- |
| 1 | 野獣よ牙を研げ | Shoedog            | 1994年 | 2003年7月  | 横山啓明 | ハヤカワ・ミステリ文庫       |
| 2 | ドラマ・シティ | Drama City         | 2005年 | 2006年8月  | 嵯峨静江 | ハヤカワ・ミステリ文庫       |
| 3 | 夜は終わらない | The Night Gardener | 2006年 | 2010年12月 | 横山啓明 | ハヤカワ・ポケット・ミステリ |
| 4 |                | The Turnaround     | 2008年 |            |          |                              |
| 5 |                | The Way Home       | 2009年 |            |          |                              |
| 6 |                | The Cut            | 2011年 |            |          |                              |

#### ニック・ステファノス・シリーズ
| # | 邦題         | 原題                                                                             | 刊行年 | 刊行年月  | 訳者     | レーベル               |
| - | ------------ | -------------------------------------------------------------------------------- | ------ | --------- | -------- | ---------------------- |
| 1 | 硝煙に消える | A Firing Offense                                                                 | 1992年 | 1997年1月 | 佐藤耕士 | ハヤカワ・ミステリ文庫 |
| 2 | 友と別れた冬 | Nick's Trip                                                                      | 1993年 | 1998年1月 | 松浦雅之 | ハヤカワ・ミステリ文庫 |
| 3 |              | Down by the River Where the Dead Men Go                                          | 1995年 |           |          |                        |
| 4 |              | Stefanos Novels: Down By The River, A Firing Offence, Nick's Trip （オムニバス） | 2002年 |           |          |                        |

#### D.C.カルテット
| # | 邦題         | 原題              | 刊行年 | 刊行年月  | 訳者     | レーベル               |
| - | ------------ | ----------------- | ------ | --------- | -------- | ---------------------- |
| 1 | 俺たちの日   | The Big Blowdown  | 1996年 | 1998年9月 | 佐藤耕士 | ハヤカワ・ミステリ文庫 |
| 2 | 愚か者の誇り | King Suckerman    | 1997年 | 1999年7月 | 松浦雅之 | ハヤカワ・ミステリ文庫 |
| 3 | 明日への契り | The Sweet Forever | 1998年 | 1999年9月 | 佐藤耕士 | ハヤカワ・ミステリ文庫 |
| 4 | 生への帰還   | Shame the Devil   | 2000年 | 2000年9月 | 佐藤耕士 | ハヤカワ・ミステリ文庫 |

#### デレク・ストレンジ & テリー・クイン シリーズ
| # | 邦題             | 原題                                                   | 刊行年 | 刊行年月   | 訳者     | レーベル               |
| - | ---------------- | ------------------------------------------------------ | ------ | ---------- | -------- | ---------------------- |
| 1 | 曇りなき正義     | Right as Rain                                          | 2001年 | 2001年11月 | 佐藤耕士 | ハヤカワ・ミステリ文庫 |
| 2 | 終わりなき孤独   | Hell to Pay                                            | 2002年 | 2004年8月  | 佐藤耕士 | ハヤカワ・ミステリ文庫 |
| 3 | 魂よ眠れ         | Soul Circus                                            | 2003年 | 2006年6月  | 横山啓明 | ハヤカワ・ミステリ文庫 |
| 4 | 変わらぬ哀しみは | Hard Revolution                                        | 2004年 | 2008年3月  | 横山啓明 | ハヤカワ・ミステリ文庫 |
| 5 |                  | Right as Rain, Hell to Pay, Soul Circus （オムニバス） | 2005年 |            |          |                        |
| 6 |                  | What it Was                                            | 2012年 |            |          |                        |

#### 編著
- D.C. Noir (2006)
- Best American Mystery Stories 2008 (2008)

### フィルモグラフィ
製作スタッフとして参加した作品
| 年     | 邦題                            | 原題        | 役割                             | 備考         |
| ------ | ------------------------------- | ----------- | -------------------------------- | ------------ |
| 2011年 | トレメ/ニューオーリンズのキセキ | Treme       | コンサルティング・プロデューサー | シーズン2    |
| 2010年 | ザ・パシフィック                | The Pacific | 共同プロデューサー               | ミニシリーズ |
| 2004年 | THE WIRE/ザ・ワイヤー           | The Wire    | プロデューサー                   | シーズン3    |
| 2003年 | THE WIRE/ザ・ワイヤー           | The Wire    | プロデューサー                   | シーズン2    |
脚本家として参加した作品
| 年     | 邦題                            | 原題        | エピソードタイトル                                                        |
| ------ | ------------------------------- | ----------- | ------------------------------------------------------------------------- |
| 2015   | BOSCH/ボッシュ                  | Bosch       | シーズン1第4話『茶番」 (原題 "Chapter Four: Fugazi")                      |
| 2011年 | トレメ/ニューオーリンズのキセキ | Treme       | シーズン2第9話 "What is New Orleans?"[36]                                 |
| 2010年 | トレメ/ニューオーリンズのキセキ | Treme       | シーズン1第4話 "At the Foot of Canal Street"[34][37]                      |
| 2010年 | ザ・パシフィック                | The Pacific | パート3 第3話[30]                                                         |
| 2008年 | THE WIRE/ザ・ワイヤー           | The Wire    | シーズン5第9話「最終版」 （原題：Late Editions[26][27]                    |
| 2006年 | THE WIRE/ザ・ワイヤー           | The Wire    | シーズン4第12話「己の恵みを持つ者」 （原題：That's Got His Own ）[22][23] |
| 2004年 | THE WIRE/ザ・ワイヤー           | The Wire    | シーズン3第11話「落としどころ」 （原題：Middle Ground ）[16][17]          |
| 2004年 | THE WIRE/ザ・ワイヤー           | The Wire    | シーズン3第9話「スラップ・スティック」 （原題：Slapstick[18][19]          |
| 2004年 | THE WIRE/ザ・ワイヤー           | The Wire    | シーズン3第4話「ハムステルダム」 （原題：Hamsterdam ）[14][15]            |
| 2003年 | THE WIRE/ザ・ワイヤー           | The Wire    | シーズン2第11話「悪夢」 （原題：Bad Dreams ）[11][12]                     |
| 2003年 | THE WIRE/ザ・ワイヤー           | The Wire    | シーズン2第8話「ダック・アンド・カバー」 （原題：Duck and Cover ）[9][10] |
| 2002年 | THE WIRE/ザ・ワイヤー           | The Wire    | シーズン1第12話「身辺整理」 （原題：Cleaning Up ）[6][7]                  |

## 受賞・ノミネート歴
小説
| 年     | 作品             | 賞                            | 結果       |
| ------ | ---------------- | ----------------------------- | ---------- |
| 1998年 | 愚か者の誇り     | ゴールド・ダガー賞            | ノミネート |
| 1999年 | 俺たちの日       | ファルコン賞                  | 受賞       |
| 2001年 | 曇りなき正義     | ゴールド・ダガー賞            | ノミネート |
| 2001年 | 曇りなき正義     | ハメット賞                    | ノミネート |
| 2002年 | 曇りなき正義     | バリー賞 長編賞               | ノミネート |
| 2002年 | 曇りなき正義     | ガムシュー賞 最優秀ミステリ賞 | ノミネート |
| 2003年 | 終わりなき孤独   | アンソニー賞 長編賞           | ノミネート |
| 2003年 | 終わりなき孤独   | バリー賞 長編賞               | ノミネート |
| 2003年 | 終わりなき孤独   | ディリス賞                    | ノミネート |
| 2003年 | 終わりなき孤独   | ガムシュー賞 最優秀ミステリ賞 | 受賞       |
| 2005年 | 変わらぬ哀しみは | バリー賞 長編賞               | ノミネート |
| 2006年 | ドラマ・シティ   | エドガー賞 長編賞             | ノミネート |
| 2007年 | 夜は終わらない   | バリー賞 長編賞               | 受賞       |
| 2007年 | 夜は終わらない   | ガムシュー賞 最優秀ミステリ賞 | ノミネート |
| 2008年 | The Turnaround   | ハメット賞                    | 受賞       |
| 2009年 | The Way Home     | ハメット賞                    | ノミネート |
| 2010年 | The Way Home     | ゴールド・ダガー賞            | ノミネート |
- 非英語圏での受賞
  - 2000年 -  『俺たちの日』でドイツ・ミステリ大賞翻訳作品部門受賞（第2位）
  - 2004年 -  『曇りなき正義』および『明日への契り』でドイツ・ミステリ大賞翻訳作品部門受賞（第2位）

テレビ関連
| 年     | 賞               | 部門                                       | 結果           | 作品                                                   |
| ------ | ---------------- | ------------------------------------------ | -------------- | ------------------------------------------------------ |
| 2009年 | 全米脚本家組合賞 | テレビ部門                                 | ノミネート[28] | THE WIRE/ザ・ワイヤー シーズン5                        |
| 2008年 | 全米脚本家組合賞 | テレビ部門                                 | 受賞[25]       | THE WIRE/ザ・ワイヤー シーズン4                        |
| 2007年 | エドガー賞       | テレビミニシリーズ部門                     | 受賞[24]       | THE WIRE/ザ・ワイヤー シーズン4                        |
| 2005年 | エミー賞         | プライムタイム・エミー賞ドラマシリーズ部門 | ノミネート[20] | THE WIRE/ザ・ワイヤー 「落としどころ」 (Middle Ground) |